# Lauterbach (Eyach)
| Zuläufe und Bauwerke \| Lauterbach \| Lauterbach \| Lauterbach \| \| ---------------- \| ---------- \| ------------------- \| \| Legende \| \| \| \| \| \| \| \| Hossinger Leiter \| \| \| \| \| \| \| \| \| \| \| \| \| \| Hossinger Steigbach \| \| \| \| \| \| \| \| \| \| \| \| \| \| Eisenbahn \| \| Eisenbahn \| \| \| \| \| \| B 463 \| \| B 463 \| \| Eyach \| \| \| |  |                     |
| Lauterbach |  |                     |
| Legende |  |                     |
| |  |                     |
| Hossinger Leiter |  |                     |
| |  |                     |
| |  |                     |
| |  | Hossinger Steigbach |
| |  |                     |
| |  |                     |
| |  |                     |
| Eisenbahn |  | Eisenbahn           |
| |  |                     |
| B 463 |  | B 463               |
| Eyach |  |                     |

Der Lauterbach ist ein etwa 2,5 km langer, südlicher und linker Zufluss der Eyach im baden-württembergischen Zollernalbkreis.

## Geographie

### Verlauf
Der Lauterbach entspringt an der Hossinger Leiter nördlich von Hossingen auf einer Höhe von ca. 844 m ü. NHN. Hier führt er allerdings nicht ständig Wasser, wenn aber, fließt er wasserfallartig über Sinterterrassen zu Tal. Die erste stetig wasserführende Quelle liegt 115 Höhenmeter tiefer in einem Feuchtbiotop im Brunnental. Auf diese beziehen sich die Angaben zum Bachursprung.
Er fließt von dort nordwärts durch das Brunnental am Lauterbachhof vorbei und mündet etwa auf halber Strecke zwischen Lautlingen und Laufen auf einer Höhe von 636,4 m ü. NHN von links in die Eyach.
Der – ohne Berücksichtigung des nur periodisch wasserführenden Oberlaufs – 1,99 km lange Lauf des Lauterbachs endet 94 Höhenmeter unterhalb seiner dauerhaften Quelle, er hat somit ein mittleres Sohlgefälle von etwa 47 ‰.

### Einzugsgebiet
Das Einzugsgebiet ist rund 5 km² groß und gehört naturräumlich gesehen zur Hohen Schwabenalb. Sein höchster Punkt liegt im Südwesten auf dem Oberen Berg auf 981,1 m ü. NHN. Es grenzt im Süden an das Einzugsgebiet des Burtelbachs, der in die Schmeie mündet und damit zum Donau-System gehört; dieser Abschnitt der Einzugsgebietsgrenze ist also Teil der Europäischen Hauptwasserscheide zwischen Rhein und Nordsee diesseits und Donau und Schwarzem Meer jenseits.
Es stehen der Mittlere Oberjura und die Oxfordschichten des Oberjuras an.

### Nutzung
Im Quellgebiet des Lauterbachs wird  Trinkwasser für die Stadt Balingen gewonnen. Hierfür wurde das Wasserschutzgebiet „Brunnental“ ausgewiesen. Die Balinger Bevölkerung trank seit dem Mittelalter Bachwasser aus der Steinach oder Schwefelwasser. Erst Bürgermeister Eisele gelang es Ende des 19. Jahrhunderts, die Süßwasserquelle neben der „Hossinger Leiter“ zu kaufen.

## Naturschutz und Schutzgebiete
Der Lauterbach entspringt im Naturpark Obere Donau und im FFH-Gebiet Östlicher Großer Heuberg. Der Bach fließt auf seiner gesamten Strecke durch das Landschaftsschutzgebiet Albstadt-Bitz, die Quelle liegt noch im Landschaftsschutzgebiet Großer Heuberg.

### LUBW
Amtliche Online-Gewässerkarte mit passendem Ausschnitt und den hier benutzten Layern: Lauf und Einzugsgebiet des Lauterbachs

Allgemeiner Einstieg ohne Voreinstellungen und Layer: Daten- und Kartendienst der Landesanstalt für Umwelt Baden-Württemberg (LUBW) (Hinweise)
1. ↑  Höhe nach dem Höhenlinienbild auf dem Hintergrundlayer Topographische Karte.
2. ↑  Höhe nach grauer Beschriftung auf dem Hintergrundlayer Topographische Karte.
3. ↑  Länge nach dem Layer Gewässernetz (AWGN).
4. ↑  Einzugsgebiet nach dem Layer Basiseinzugsgebiet (AWGN).
5. ↑  Höhe nach schwarzer Beschriftung auf dem Hintergrundlayer Topographische Karte.
6. ↑  Schutzgebiete nach den einschlägigen Layern, Natur teilweise nach dem Layer Biotop.

### Andere Belege
1. ↑  Friedrich Huttenlocher: Geographische Landesaufnahme: Die naturräumlichen Einheiten auf Blatt 178 Sigmaringen. Bundesanstalt für Landeskunde, Bad Godesberg 1959. → Online-Karte (PDF; 4,3 MB)
2. ↑  Geologie nach den Layern zu Geologische Karte 1:50.000 auf: Mapserver des Landesamtes für Geologie, Rohstoffe und Bergbau (LGRB) (Hinweise)
3. ↑  Eugen Helber: 300 jahre Schwefelquelle. Balingen. Hrsg.: Zollern Alb Kurier Schwäbische Zeitung. München 19. November 2024, S. 17.